# Henryk Jankowski

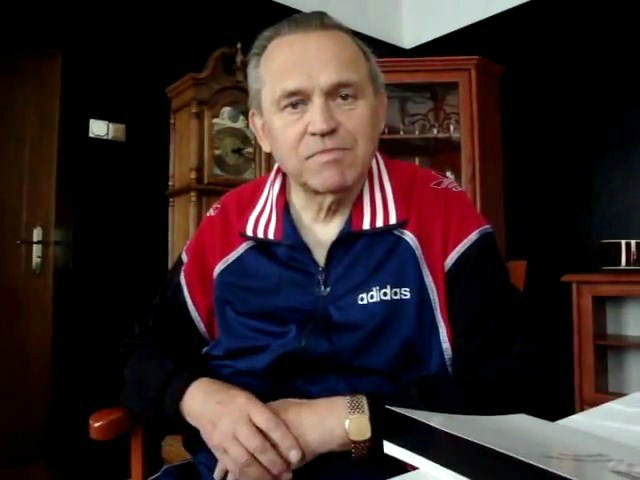
Henryk Jankowski

Henryk Jankowski (18 de dezembro de 1936 - 12 de julho de 2010) foi um padre católico polonês. Membro do movimento Solidariedade e um dos principais sacerdotes que apoiaram o movimento em oposição ao governo comunista na década de 1980.